# Diocèse de Loja
Le diocèse de Loja (en latin : Dioecesis Loiana ; en espagnol : Diócesis de Loja) est un diocèse de l'Église catholique en Équateur suffragant de l'archidiocèse de Cuenca.

## Territoire
Le diocèse couvre toute la province de Loja avec un territoire d'une superficie de 11 066 km2 divisé en 84 paroisses. L'évêché est à Loja avec la cathédrale de l'Immaculée Conception. Le sanctuaire Notre-Dame-du-Cygne est un lieu de pèlerinage du diocèse.

## Histoire
Le diocèse de Loja est érigé le 29 décembre 1862 par le pape Pie IX en prenant sur le territoire du diocèse de Cuenca. Les diocèses de Bolívar (aujourd'hui diocèse de Riobamba) et d'Ibarra sont créés le même jour mais en prenant sur le territoire de l'archidiocèse de Quito. 
Le 26 juillet 1954, Loja cède une partie de son territoire pour l'établissement de la prélature territoriale d'El Oro (aujourd'hui diocèse de Machala). Nommé suffragant de l'archidiocèse de Quito lors de sa création, il intègre la province ecclésiastique de Cuenca le 9 avril 1957.

## Évêques
- José María Masiá, O.F.M (1875-1902)
  - Sede vacante (1902-1907)
- Juan José Antonio Eguiguren-Escudero (1907-1910)
- Carlos María Javier de la Torre (1911-1919) nommé évêque du diocèse de Bolívar
- Guillermo José Harris y Morales (1920-1944)
- Nicanor Roberto Aguirre Baus (1945-1956)
- Juan María Riofrío, O.P (1956-1963)
- Luís Alfonso Crespo Chiriboga (1963-1972)
- Alberto Zambrano Palacios, O.P (1972-1985)
- Hugolino Cerasuolo Stacey, O.F.M (1985-2007)
- Julio Parrilla Díaz (2008-2013) nommé évêque de Riobamba
- Alfredo José Espinoza Mateus, S.D.B (2013-2019) nommé archevêque de Quito
- Walter Jehowá Heras Segarra, O.F.M (2019-  )